# Wao!
『wao!』（ワオ）およびその後継番組『wao! SEASON 2』（ワオ シーズンツー）は、2002年4月9日から2003年3月28日まで名古屋テレビで放送された紀行バラエティ番組。全49回。

## 概要
世界17か国の主要都市で収録してきた取材VTRを基に、各国の文化や生活習慣を比較していた深夜の紀行バラエティ番組である。日本もそのうちの1つに入っていたが、取材VTRのロケは東京都内ではなく、名古屋テレビ本社所在地の名古屋市およびその近郊地域で行われていた。
『wao!』の題で放送されていた当時の進行形式は、各国派遣のスタッフが現地で収録してきた取材VTRと、リポーターの間寛平と山崎邦正が名古屋で収録してきた取材VTRを交互に流すというものだった。その当時は全てVTRのみで進行していたが、番組は2002年9月24日放送分をもって同タイトルでの放送を終了。その翌週からスタートした『wao! SEASON 2』では、新たにレギュラーに参入したMEGUMIやテリー伊藤らが6畳1間のアパートの一室に集まり、各国派遣のスタッフが収録してきた取材VTRを基にトークをするという形式に改められた。
番組タイトルに "WE ARE OTOMODACHIS!" （わたしたちはあなたのおともだち）の意味を込めて『wao!』と名付けるなど、深夜番組としては比較的真面目な内容で放送されていたが、それでもなお各国在住の美女たちに焦点を当てることが多く、取材VTRではほぼ毎回彼女たちのビキニ姿や入浴シーンなどが乱舞していた。特に各国の温泉を比較する回ではぼかしが頻繁に入っていた。

## 放送時間
時刻はいずれもJST。
- 火曜 24:12 - 24:47 （2002年4月 - 2002年9月）
- 金曜 23:17 - 23:55 （2002年10月 - 2003年3月）

## 出演者

### wao!
- 間寛平
- 山崎邦正
- 梅田エリカ（当時名古屋テレビアナウンサー） - ナレーターを担当。

### wao! SEASON 2
- MEGUMI
- テリー伊藤
- 原口あきまさ

## 取材都市一覧

### wao!
- インド・デリー
- 中国・上海市
- ベトナム・ホーチミン市
- 韓国・ソウル、仁川
- タイ・バンコク
- 台湾・台北市
- モンゴル・ウランバートル
- 日本・愛知県名古屋市ほか

### wao! SEASON 2
- ラオス・ヴィエンチャン
- ジャマイカ・キングストン
- アイルランド・ダブリン
- インドネシア・バリ島
- オーストラリア・シドニー、ゴールドコースト
- タイ・バンコク
- 韓国・ソウル
- 中国・香港
- メキシコ・メキシコシティ、テキーラ
- フィンランド・ヘルシンキ
- ブラジル・リオデジャネイロ
- ガーナ
- 日本・愛知県名古屋市、犬山市、東加茂郡足助町（現・豊田市）、豊川市、三重県松阪市ほか